# Rebecca O'Brien
Rebecca O'Brien (Londres, 25 de octubre de 1957) es una productora de cine británica ganadora del premio BAFTA.

## Trayectoria
O'Brien nació en Londres, Inglaterra y se crio en la localidad escocesa de Peebles.Durante sus vacaciones universitarias trabajó en el Festival Internacional de Cine de Edimburgo, para su directora Lynda Myles, de quien recibió sus enseñanzas. Trabajó en el programa, hizo la publicidad y el programa del festival. Con Susanna Capon comenzó a entender los entresijos de la producción y gracias a su pequeña productora de programas educativos inició su aprendizaje poco después comenzó su carrera en teatro y televisión infantil.
Entre sus primeros trabajos en cine está Mi hermosa lavandería (1985), en la que fue directora de locacionesy la producción de Bean (1997).
Junto al director Ken Loach y el guionista Paul Laverty, dirige la productora Sixteen Films, fundada en 2002.El trío recibió el premio BAFTA celebrado en Escocia en noviembre de 2016, por su "contribución destacada a la cinematografía".

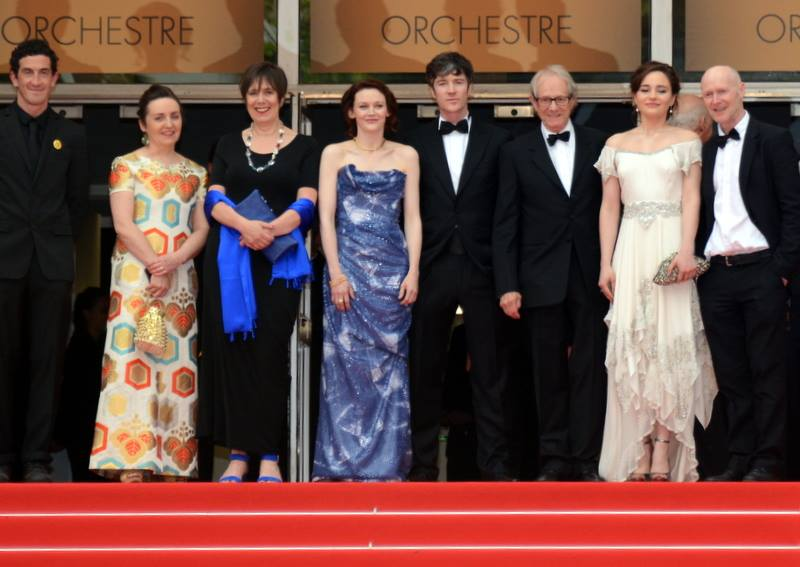
Equipo de la película Jimmy's Hall en el Festival de Cannes, 2014

Su primera colaboración con Loach fue como coproductora de Agenda oculta (1990), ganadora de un Premio del Jurado de Cannes.Posteriormente produjo Tierra y libertad (1995) y muchas de sus películas posteriores,dos de las cuales, The Wind That Shakes the Barley (2006) y I, Daniel Blake (2016) recibieron la Palma de Oro en el Festival de Cine de Cannes. Además Laverty, Loach y O'Brien ganaron el premio BAFTA 2017 a la mejor película británica por Yo, Daniel Blake.
Se desempeñó como miembro de la junta directiva del Consejo de Cine del Reino Unido, hasta la disolución de ese organismo en 2010,y de la Junta de Capacitación de la Industria Cinematográfica del Reino Unido.Es miembro de la junta directiva de PACT, el organismo comercial de las compañías de producción cinematográfica independiente en el Reino Unido,y de la Academia de Cine Europeo. También es miembro del Consejo Asesor de Cine Británico.

## Filmografía
- 1987: Friendship's Death
- 1990: Agenda oculta
- 1995: Tierra y libertad
- 1997: Bean
- 1998: Mi nombre es Joe
- 2000: Pan y rosas
- 2001: La cuadrilla
- 2002ː Princesa
- 2002: Felices dieciséis
- 2002: 11'09"01 September 11
- 2004: Ae Fond Kiss...
- 2005: Tickets
- 2006: El viento que agita la cebada
- 2007: En un mundo libre
- 2009: Buscando a Eric
- 2010: Route Irish
- 2012ː La parte de los ángeles
- 2014: Jimmy's Hall
- 2016: Yo, Daniel Blake
- 2016: Versus: The Life and Films of Ken Loach
- 2019: Sorry We Missed You
- 2023ː El viejo roble